# حارة عصر الاسفل (صنعاء)
حارة عصر الاسفل هي إحدى حارات حي معين بمديرية معين إحد مديريات العاصمة اليمنية صنعاء، بلغ تعداد سكانها 2667 نسمة حسب تعداد اليمن لعام 2004.